# Obe Postma
Obe Postma (né à Cornwerd (Frise) le 20 mars 1868 - mort à Leeuwarden le 26 juin 1963) était un poète néerlandais de langue frisonne. 
Il est une figure de proue de la renaissance de la littérature frisonne du XXe siècle. De ses sept collections publiées, certaines ont été traduites en anglais mais aucune n'est encore parue en version française. Connu comme poète rural, il dit lui-même avoir été influencé par l'œuvre du poète britannique William Wordsworth. 
En 1947, il devient le premier lauréat du prix Gysbert-Japicx, décerné pour la littérature en frison. En 1954, son poème Fan de fjouwer eleminten (Des quatre éléments) gagne le prix Rely-Jorritsma.

## Prix Dr. Obe Postma
Depuis 1984, le prix Dr. Obe Postma est décerné à tous les trois ans pour la meilleure traduction du ou vers le frison. 